# 대한민국-성좌 관계
대한민국-성좌 관계는 대한민국과 성좌(바티칸 시국) 간의 관계를 말한다. 성좌는 국제 연합(UN)의 승인 이전에 대한민국을 가장 먼저 인정하여, 1947년 8월 패트릭 번 주교를 주한 교황 사절로 파견함으로써 대한민국 정부가 한반도의 유일한 합법 정부로 승인받는데 결정적인 힘을 실어주었다. 패트릭 번 주교는 한국 전쟁 중 조선인민군에 의해 납북되어 순교하였다. 1963년 12월 11일 정식으로 외교 관계가 수립되었으며, 1966년 9월에는 대사급으로 외교 관계가 격상되면서 긴밀한 우호 관계를 유지하고 있다. 대한민국은 1974년부터는 바티칸에 주재 대사를 파견하였다.
현재까지 교황 요한 바오로 2세와 교황 프란치스코 등 두 명의 교황이 대한민국을 공식 방문하였다. 요한 바오로 2세는 1984년과 1989년 두 차례 방한하였으며, 프란치스코는 2014년 방한하였다.

## 같이 보기
- 대한민국 대통령과 교황의 면담 목록
- 한국의 로마 가톨릭교회